# تريفور ماثيوز
تريفور ماثيوز هو ممثل كندي، ولد في 24 يوليو 1982 بأوتاوا في كندا.

## وصلات خارجية
- تريفور ماثيوز على موقع IMDb (الإنجليزية)
- تريفور ماثيوز على موقع ألو سيني (الفرنسية)
- تريفور ماثيوز على موقع أول موفي (الإنجليزية)
- تريفور ماثيوز على موقع قاعدة بيانات الفيلم (الإنجليزية)
- تريفور ماثيوز على موقع كينوبويسك (الروسية)